# Gillån
Gillån är en omkring 13 km lång å i Ånge kommun, i Västernorrlands län och landskapet Medelpad. Ån ingår i Ljungans huvudavrinningsområde och rinner ifrån Gärdsjön (382 m.ö.h) och mynnar ut i Mellansjön (257–260 m.ö.h).